# USS Pike (SS-173)
USS Pike (SS–173) là một tàu ngầm lớp Porpoise được Hải quân Hoa Kỳ chế tạo vào giữa thập niên 1930. Nó là chiếc tàu ngầm thứ hai của Hải quân Hoa Kỳ được đặt cái tên này, theo tên loài cá chó. Nó đã phục vụ trong giai đoạn đầu của Chiến tranh Thế giới thứ hai, thực hiện tổng cộng tám chuyến tuần tra và đánh chìm một tàu buôn Nhật Bản tải trọng 2.022 tấn. Đến năm 1943, nó được rút về để làm nhiệm vụ huấn luyện cho đến khi chiến tranh chấm dứt. Con tàu ngừng hoạt động vào năm 1945 và cuối cùng bị bán để tháo dỡ vào năm 1957. Pike được tặng thưởng bốn Ngôi sao Chiến trận do thành tích phục vụ trong Thế Chiến II.

## Thiết kế và chế tạo
Lớp tàu ngầm Porpoise Kiểu P-1 do Xưởng hải quân Portsmouth phát triển có cấu trúc vỏ kép toàn bộ, về thực chất là một phiên bản mở rộng của lớp Cachalot dẫn trước. Chúng là những tàu ngầm Hoa Kỳ sau cùng còn sử dụng kết cấu bằng đinh tán cho một phần con tàu; mọi lớp tàu ngầm sau này sẽ áp dụng kỹ thuật hàn cho toàn bộ cấu trúc con tàu.
Pike dài khoảng 301 foot (92 m) và trọng lượng choán nước khi lặn 1.934 tấn Anh (1.965 t), với một cấu trúc thượng tầng tháp chỉ huy lớn và cồng kềnh. Tốc độ tối đa chỉ đạt khoảng 18 hải lý trên giờ (33 km/h) để duy trì độ bền cho động cơ, nhưng một cải tiến nhằm chứa dầu FO trong các thùng dằn chính đã giúp tăng gần gấp đôi tầm xa hoạt động, giúp nó có thể hoạt động tuần tra đến tận các đảo chính quốc Nhật Bản. Động cơ diesel Winton Kiểu 16-201A hai thì 16-xy lanh gặp phải nhiều trục trặc trong vận hành, nên sau này được thay thế bằng động cơ General Motors Kiểu 12-278A.
Vũ khí trang bị chính ban đầu chỉ có sáu ống phóng ngư lôi 21 in (530 mm), gồm bốn ống trước mũi và hai ống phía đuôi, cùng một hải pháo 3 inch/50 caliber trên boong tàu và hai súng máy M1919 Browning .30-caliber (7,62 mm). Trong chiến tranh Pike được tăng cường thêm hai ống phóng ngư lôi trước mũi và nâng cấp lên súng máy M2 Browning .50-caliber (12,7 mm).
Pike được đặt lườn tại Xưởng hải quân Portsmouth ở Kittery, Maine vào ngày 20 tháng 12, 1933. Nó được hạ thủy vào ngày 12 tháng 9, 1935, được đỡ đầu bởi cô Jane Logan Snyder, và được cho nhập biên chế cùng Hải quân Hoa Kỳ vào ngày 2 tháng 12, 1935 dưới quyền chỉ huy của Hạm trưởng, Thiếu tá Hải quân Heber H. McLean.

## Lịch sử hoạt động

### 1937 - 1941
Sau khi hoàn tất việc chạy thử máy huấn luyện tại vùng biển ngoài khơi New England, Pike khởi hành từ Newport, Rhode Island vào ngày 10 tháng 2, 1937, băng qua kênh đào Panama để đi đến San Diego, California. Trong giai đoạn 1937-1938, nó tham gia các cuộc tập trận tại khu vực quần đảo Hawaii. Đi đến vịnh Manila, Philippines vào ngày 1 tháng 12, 1939, nó phục vụ cùng Hải đội Tàu ngầm 5 từ căn cứ Cavite, Philippines, rồi lên đường vào ngày 20 tháng 6, 1940 cho một chuyến đi dọc theo bờ biển Trung Quốc từ Thượng Hải cho đến Thanh Đảo, và quay trở về căn cứ Cavite vào ngày 24 tháng 8. 

### Thế Chiến II

#### 1942
Sau khi Hải quân Đế quốc Nhật Bản bất ngờ tấn công căn cứ Trân Châu Cảng vào ngày 7 tháng 12, 1941 khiến chiến tranh bùng nổ tại Mặt trận Thái Bình Dương, Pike khởi hành vào ngày 8 tháng 12 cho chuyến tuần tra đầu tiên, hoạt động dọc tuyến hàng hải giữa Manila và Hong Kong. Nó rời Manila để đi đến cảng Darwin, Australia vào ngày 24 tháng 1, 1942. Trong chuyến tuần tra thứ ba từ ngày 5 tháng 2 đến ngày 28 tháng 3, nó đụng độ với tàu đối phương ngoài khơi quần đảo Alor tại Đông Ấn thuộc Hà Lan vào các ngày 20 và 24 tháng 2, và ngoài khơi eo biển Lombok vào ngày 28 tháng 2.
Khởi hành từ căn cứ Fremantle, Australia vào ngày 19 tháng 4 cho chuyến tuần tra thứ tư, Pike hoạt động tại khu vực phía Bắc quần đảo Palau và ngoài khơi đảo Wake, rồi quay trở Trân Châu Cảng vào ngày 25 tháng 5. Trong chuyến tuần tra thứ năm, nó đã canh phòng tại vùng biển phía Bắc đảo Oahu từ ngày 30 tháng 5 đến ngày 9 tháng 6, rồi sau trở về vùng bờ Tây để được đại tu tại Xưởng hải quân Mare Island ở Vallejo, California.

#### 1943
Trong chuyến tuần tra thứ sáu, Pike tham gia dẫn đường cho chiến dịch không kích xuống đảo Wake trong tháng 12, 1942, và trong khi hoạt động ngoài khơi các đảo chính quốc Nhật Bản vào ngày 14 tháng 1, 1943, chiếc tàu ngầm đã né tránh được đợt tấn công quyết liệt bằng mìn sâu của đối phương. Trong chuyến tuần tra thứ bảy xuất phát từ Trân Châu Cảng vào ngày 31 tháng 3, nó phóng ngư lôi tấn công tàu bè đối phương ngoài khơi đảo Truk từ ngày 12 đến ngày 14 tháng 4, và bắn phá đảo Satawan vào ngày 25 tháng 4. Trong chuyến tuần tra thứ tám, cũng là chuyến cuối cùng, xuất phát từ Trân Châu Cảng vào ngày 22 tháng 7, nó đã phóng ngư lôi đánh chìm tàu chở hàng Shoju Maru (2.022 tấn) gần đảo Marcus vào ngày 5 tháng 8.

#### 1944 - 1945
Được điều động sang vùng bờ Đông Hoa Kỳ, Pike rời Trân Châu Cảng vào ngày 28 tháng 9, 1943 và đi đến New London, Connecticut vào ngày 3 tháng 11. Nó đảm nhiệm vai trò huấn luyện tại Căn cứ Tàu ngầm Hải quân New London cho đến khi chiến tranh chấm dứt.

### 1946 - 1956
Sau khi được cho xuất biên chế tại Boston, Massachusetts vào ngày 15 tháng 11, 1945, Pike được sử dụng như một tàu huấn luyện dự bị ngoài biên chế tại Baltimore, Maryland từ tháng 9, 1946. Tên nó được cho rút khỏi danh sách Đăng bạ Hải quân vào ngày 17 tháng 2, 1956, và con tàu bị bán cho hãng A. G. Schoonmaker Co., Inc. tại thành phố New York để tháo dỡ vào ngày 14 tháng 1, 1957.

## Phần thưởng
Pike được tặng thưởng bốn Ngôi sao Chiến trận do thành tích phục vụ trong Thế Chiến II. Nó được ghi công đã đánh chìm một tàu buôn Nhật Bản tải trọng 2.022 tấn.
|  |                                                       |  |
|  | Bronze star · Bronze star · Bronze star · Bronze star |  |

| Dãi băng Hoạt động Tác chiến  |                                                                         |                                      |
| Huân chương Chiến dịch Hoa Kỳ | Huân chương Chiến dịch Châu Á-Thái Bình Dương với 4 Ngôi sao Chiến trận | Huân chương Chiến thắng Thế Chiến II |